# Baross Károly (agrárpolitikus)
Bellusi Baross Károly (Deménd, 1865. február 28. – Budapest, 1905. január 3.) agrárpolitikus, gazdasági író, szerkesztő.

## Családja
Apja, bellusi Baross Pál (II). (sz. 1840. április 30.) királyi tanácsos, jómódú középbirtokos, édesanyja szenterzsébeti Forster Anna (meghalt: 1894. március 11.) volt. Testvére, Baross János, későbbi neves politikus és ügyvéd. Húga, Margit (sz. 1870. január 9.) később dr. Drucker Jenőhöz ment nőül. A család már a kis Károly egyéves korától Pilisszántón élt. Középiskoláit Nagyszombatban és Esztergomban végezte. 1882-ben beiratkozott a Magyaróvári Magyar Királyi Gazdasági Akadémiára, ahol 1884-ben kapott oklevelet. Ezután mint végzett mezőgazdász, különböző gazdaságokban segédintézőkét dolgozott.
Felesége viszocsányi Lithvay Ilona lett, akivel Baross Endre fiuk született, 1889. november 21-én.

## Életpályája
1888 tavaszától az OMGE alkalmazottja lett. Egy éven keresztül a Gazdasági Lapok segédszerkesztője, majd a Magyar gazdák hadseregellátási szövetkezete ügyvezetőjévé választották, amely később Magyar mezőgazdák szövetkezete néven működött. 1889-ben az Országos Magyar Gazdasági Egyesület titkára lett, s ezzel párhuzamosan a Borászati Lapok szerkesztője egészen 1893-ig, majd 1891-től az egyesület hivatalos lapját – melyet az ő kezdeményezésére hoztak létre – , a Köztelek-et is ő szerkesztette. 1893-ban Hazánk címmel „mindennap este 6 órakor” megjelenő napilapot indított, melynek szerkesztője, majd vezérigazgatója lett. 1894-ben újabb lapot alapított, amely a Független Újság címet viselte. Ez a lap az agrárpolitika egyik népies orgánuma volt. 1896-tól a Magyar Agrár- és Járadékbank szőlők felújítására fordítandó kölcsönökkel foglalkozó osztályának vezetője lett, mintegy öt éven keresztül. Ugyanezen évben a millenniumi kiállítás borászati csoportjának vezetője, s ezen alkalomból királyi elismerésben részesült. 1900-ban Drucker Jenővel részt vettek a párizsi nemzetközi szőlészeti-borászati kongresszuson, ez alkalommal bejárták a francia borvidékeket. 1901-1905 között a Magyar Szőlősgazdák Országos Egyesületének alapító alelnöke. Szintén 1901-ben országgyűlési képviselővé választották, aminek keretében a Szabadelvű Párt színeiben Bodajk községet képviselte. Ezen címéről 1903-ban betegsége miatt lemondani kényszerült.
Szerteágazó tevékenysége felőrölte idegeit, 1902 őszén idegszanatóriumba került, de állapota egyre rosszabbodott. Még 40 éves sem volt, amikor 1905-ben, Budapesten meghalt.

## Művei
Agrárpolitikai szervezőmunkája mellett írásaiban szorgalmazta a mezőgazdasági termelés állami támogatását és fejlesztését, a mezőgazdasági hitelszervezetek létrehozását, az agrárvámok felemelését. Részben munkásságának köszönhető, hogy megalakult az Országos Központi Hitelszövetkezet 1898-ban. Jelentős szerepe volt a magyarországi filoxéravész pusztítása után a szőlőtermesztés újraindításáben. Javasolta állami hitelintézet létrehozását szőlőfelújítási kölcsön folyósítására, hatékonyan közreműködött a szőlőrekonstrukciós terv megalkotásában (1896). Több ízben szót emelt a pinceszövetkezetek létrehozása érdekében. 1898–99-ben a Borászati Lapok hasábjain nagyarányú támadást intézett a borhamisítók ellen.
A fentieken túl írt számos agrárpolitikai tanulmányt, röpiratot (a teljesség igénye nélkül):
- Szőleink újjáalakítása, Budapest, 1890. 148 oldal
- Magyarország szőlőtermelésének múltja és jelene. A Borászati Lapok millenniumi száma (Szerk.) Budapest, 1896. 183 oldal
- Magyar agrárpolitika. Megjegyzések Tisza István Magyar agrárpolitika c. röpiratára. Budapest, 1897. 57 oldal
- (Zigány Zoltánnal együtt) A pinceszövetkezetekről. Budapest, 1899. 51 lap
- Magyarország földbirtokosai
- Földmívelési érdekeink
- A földmívelési költségvetés
- A román búza és a malmok
- Vámpolitikánk, Budapest, 1895
- Az éhség őrültjei

Franciaországi útjáról írta:
- A szőlőművelés politikája, Budapest, 1900. 87 lap
- (Drucker Jenővel együtt) Franciaország szőlőművelése. Budapest, 1901. 364 lap